# Щекоцини (гміна)
Гміна Щекоцини (пол. Gmina Szczekociny) — місько-сільська гміна у південній Польщі. Належить до Заверцянського повіту Сілезького воєводства.
Станом на 31 грудня 2011 у гміні проживало 8107 осіб.

## Територія
Згідно з даними за 2007 рік площа гміни становила 136.09 км², у тому числі:
- орні землі: 67.00%
- ліси: 22.00%

Таким чином, площа гміни становить 13.56% площі повіту.

## Населення
Станом на 31 грудня 2011:
| Опис     | Загалом | Загалом | Чоловіки | Чоловіки | Жінки | Жінки |
| -------- | ------- | ------- | -------- | -------- | ----- | ----- |
| одиниця  | осіб    | %       | осіб     | %        | осіб  | %     |
| все      | 8107    | 100     | 4003     | 49.38    | 4104  | 50.62 |
| міське   | 3773    | 100     | 1834     | 48.61    | 1939  | 51.39 |
| сільське | 4334    | 100     | 2169     | 50.05    | 2165  | 49.95 |

## Сусідні гміни
Гміна Щекоцини межує з такими гмінами: Жарновець, Іжондзе, Конецполь, Крочице, Москожев, Пілиця, Радкув, Сецемін, Слупія.